# Nieves Rosales
Nieves Rosales (nacida Nieves Rodríguez Rosales, el 12 de julio de 1981 en Málaga) es una bailarina, coreógrafa, directora, profesora y política española.

## Biografía
Nieves Rosales comenzó a bailar con cuatro años y a los ocho inició sus estudios en el Conservatorio de Danza malagueño. Desde entonces ha seguido su formación compaginada con el trabajo sobre los escenarios. Se licenció en Coreografía y Técnicas de la Interpretación de la Danza por el Conservatorio Superior de Danza de Málaga. Posteriormente continuó sus estudios licenciándose en Dirección de Escena y Dramaturgia en la Escuela Superior de Arte Dramático de Málaga. Ha completado su formación entre Málaga, Sevilla y Jerez con maestros como Israel Galván, Eva la Yerbabuena, Aida Gómez, Antonio El Pipa y otros artistas de renombre.
En 2010 fundó su compañía de baile SilencioDanza con la que ha logrado numerosos premios y reconocimientos como el Premio Lorca del Teatro Andaluz como Mejor Intérprete de danza contemporánea, por “Retablo Incompleto de la Pureza”, del dramaturgo Raúl Cortés. Además, es profesora Especialista en Coreografía de Flamenco en el Conservatorio Superior de Danza de Málaga y ofrece conferencias sobre el estado actual de la Danza.
En las pasadas elecciones municipales del 28 de mayo de 2023 se presentó en las listas PSOE-A de Torremolinos cómo número 5 siendo finalmente elegida como concejala y el pasado sábado 17 de mayo de 2023 tomó posesión de su cargo de concejala en el palacio de congresos de Torremolinos.

## Espectáculo
- "Salvaje" última producción de la compañía junto al multinstrumentista Daniel Blacksmith
- "MujerSilencio: crónica de la frontera" (X Premio Lorca del teatro andaluz a Mejor intérprete de danza, Mención especial en la 41 edición de la Feria internacional de Artes Escénicas de Palma del Río)
- "El arrepentido o los demonios de Jasón" coproducción con la compañía Jóvenes Clásicos. (I Premio Zentradas a Mejor escenografía, Premio MÁLAGA Arquitecturas mínimas por la escenografía de la nave ARGO, Nominado en los X Premios Lorca del teatro andalúz a Mejor espectáculo de pequeño formato y Mejor intérprete masculino de teatro)
- "Las Furias" (VIII Premio Lorca del teatro andaluz a Mejor espectáculo de danza, VIII Premio Lorca del teatro andaluz a Mejor intérprete de danza, Premio Ateneo a Mejor espectáculo de danza, Premio Ateneo a Mejor dirección, Mención especial del jurado en los premios CINTA de Sevilla)
- "La ceremonia de la despedida", espectáculo de calle junto al bailarín Raúl Durán.
- "A-Marga" espectáculo junto al chelista César Jiménez
- "No amanece en Génova" (Premio CINTA Mejor espectáculo 2019)
- "Cartas del desasosiego", basada en la obra de Fernando Pessoa.
- "Contadoras de garbanzos", actualmente en gira.
- "Dido y Eneas" (Nominada a Mejor Espectáculo flamenco, Mejor Coreografía y Mejor Intérprete de Flamenco y Nominada a Mejor Intérprete de danza en los Premios Lorca del Teatro Andaluz).
- "Elías. Ensayo sobre el olvido" (Premio Mejor Actuación en la II Cita de Innovadores teatrales andaluces y Premio Ateneo de Teatro a Mejor Espectáculo de danza).
- "Retablo Incompleto de la Pureza" (Nominado a Mejor Espectáculo y Mejor Coreografía en los IV Premios Lorca del Teatro Andaluz).
- "Un caracol en el espejo" (Producción Propia para la V Edición del Encuentro de Jóvenes Creadores en las Artes Escénicas. EMERGENTES).
- "Los Restos del Naufragio".
- "No es la lluvia, es el viento..." (Premio de Creación Artística y Finalista en el IV Certamen de Nuevos Investigadores Teatrales)
- "Destejiendo sueños".
- "Fando y Lis", de Fernando Arrabal.
- "Vacíos", Festival Internacional de Música y Danza de Rouen (Francia, 2007)
- "Flamenco en el aire", Festival Internacional de Música y Danza de Passau (Alemania, 2008)

## Distinciones
- Mención especial del Jurado en la 41 edición de la Feria Internaciona de Artes Escénicas de Palma del Río por "MujerSilencio: crónica de la frontera"
- Premio Lorca del Teatro andaluz a Mejor Intérprete de danza por "MujerSilencio: crónica de la frontera"
- Premio Zentradas a Mejor escenografía por "El arrepentido o los demonios de Jasón"
- Mención especial del Jurado en los Premios CINTA por "Las Furias"
- Premio Ateneo de teatro Mejor espectáculo de danza por "Las Furias"
- Premio Ateneo de teatro a Mejor dirección por "Las Furias"
- Premio Lorca del teatro andalúz a Mejor Intérprete de danza por "Las Furias"
- Premio Lorca del teatro andalúz a Mejor espectáculo de danza por "Las Furias"
- Premio CINTA a Mejor espectáculo por "No amanece en Génova"
- Premio Ateneo de teatro a Mejor espectáculo de danza por "Contadoras de Garbanzos"
- Premio Mejor Actuación en la II Cita de Innovadores teatrales andaluces por “Elías. Ensayo sobre el olvido”.[5]
- Premio Ateneo de Teatro a Mejor Espectáculo de danza por “Elías. Ensayo sobre el olvido”.[6]
- Premio Lorca del Teatro Andaluz como Mejor Intérprete de danza contemporánea, por “Retablo Incompleto de la Pureza”[7][8][9]
- Premio de Creación Artística-La Nave del Duende 2011-12 (Extremadura) por “No es la lluvia, es el viento…”
- Finalista en el IV Certamen de Nuevos Investigadores Teatrales por "No es la lluvia, es el viento". (Sevilla)[10]
- Premio Escena Joven 2009 (Málaga), por la producción “Destejiendo sueños”.[11]
- Becada con el Primer Premio por el maestro Mario Maya para cursar estudios en su escuela “La Chumbera".